# بادلرزان (سرده)
بادلرزان (نام علمی: Pulsatilla) نام یک سرده از تیره آلالگان است.